# Aleksandar Jossifow
Aleksandar Jossifow (bulgarisch Александър Йосифов; * 12. August 1940 in Sofia; † 25. November 2016) war ein bulgarischer Komponist. Er war der Sohn des Komponisten Josko Jossifow (1911–2001).

## Leben
Aleksandar Jossifow studierte am Konservatorium in Sofia Komposition bei Pantscho Wladigerow, Dirigieren bei Konstantin Ilijew und Klavier. 1966 schloss er seine Studien ab. Seit 2000 war er selbst Professor für Komposition an seinem alten Konservatorium, der heutigen Musikakademie, und an der Neuen Bulgarischen Universität. Er gewann zahlreiche Preise und war in internationalen Organisationen tätig.

## Stil
Seine Werke sind am Sozialistischen Realismus orientiert und zeichnen sich durch üppige Orchestrierungen aus. Lied-, Tanz- und Marschrhythmen erscheinen in ausgedehnten durchkomponierten Formen. Besonders widmete sich Jossifow der Musik für Kinder.

## Werke
- Orchesterwerke
  - Symphonie Nr. 1 (1968)
  - Symphonie Nr. 2 (1969)
  - Symphonie Nr. 3 für Bass und Orchester (1970)
  - Symphonie Nr. 4 (1975)
  - Symphonie Nr. 5 „Proto-Bulgarische“ (1980)
  - Symphonie Nr. 6 „Polyphonie“ (1992)
  - Sinfonia breve für Streichorchester (1988)
  - 2 Konzerte für Orchester (1978, 1981)
  - Konzert für Streichorchester (1984)
  - Ouvertüren
- Konzerte
  - 4 Klavierkonzerte (1972, 1976, 1992, 1998)
  - 2 Konzerte für 2 Klaviere und Orchester (1973, 1989)
  - 2 Violinkonzerte (1979, 1983)
  - Sinfonia concertante für Violoncello und Orchester (1984)
  - Konzert für Violine, Violoncello und Orchester (1993)
  - Flötenkonzert (1994)
  - Oboenkonzert (1996)
- Opern
  - „Die Welt der Seeleute“, Operette (1965)
  - „Zurück zum Ursprung“, Opernoratorium (1976)
  - „Chan Krum juvigi“ (1980)
  - „Der goldene Speer“ (1982)
  - „Arco iris“ (1983)
- Kinderopern
  - „Ptschelitschkata Maja'“, dt. '„Kleine Biene Maja“ (1988)
  - „Maks i Moriz“, dt. „Max und Moritz“ (1992)
  - „Prikljutschenijata na Pinokio“, dt. „Pinocchios Abenteuer in der unbekannten Stadt“ (1994)
  - „Patuwaneto na Dr. Dulital w daltschna Afrika“, dt. „Dr. Dolittle's Reise ins ferne Afrika“ (1998)
- Sonstige Vokalmusik
  - „Der grüne Baum“, Oratorium (1966)
  - „Die große weiße Straße“, Oratorium (1970)
  - Lieder
- Sonstiges
  - Kammermusik
  - Klaviersonate (1976)
  - Werke für 2 Klaviere
  - Klavierstücke für Kinder